# Chaka Khan
Yvette Marie Stevens, beter bekend onder haar artiestennaam Chaka Khan (Chicago (Illinois), 23 maart 1953), is een Amerikaanse singer-songwriter.

## Biografie

### Familie en oorsprong artiestennaam
Zij is de oudste van de vijf kinderen van Charles Stevens en Sandra Coleman. Haar zus Yvonne is bekend als de zangeres Taka Boom. Haar enige broer Mark formeerde de funkgroep Aurra.
Aan het eind van de jaren zestig vormden Chaka Khan en haar zus Taka Boom de zanggroep Shades of Black en werden lid van de Black Panther Party. Tijdens de Black Panther-periode, kreeg zij van een Afrikaanse sjamaan de naam "Chaka Adunne Aduffe Hodarhi Karifi". In 1969 verliet zij de Panthers en in 1970 trouwde ze met de Indiase bassist Hassan Khan. Na de scheiding hield zij de naam van haar ex-man als achter- en artiestennaam.

### Hoogtijdagen
Op twintigjarige leeftijd werd zij zangeres bij de funkband Rufus. Dankzij Stevie Wonder brak ze in 1974 door in de popmuziek, met het nummer Tell Me Something Good.
In 1979 scoorde zij een grote discohit met I'm Every Woman, een nummer dat later ook door Whitney Houston ten gehore werd gebracht. In 1984 en 1985 ging het succes verder met Ain't Nobody (haar laatste single met Rufus) en een bewerking van een nummer van Prince, I Feel for You.

### Recent
Op 3 december 2004 ontving zij een eredoctoraat van het Berklee College of Music.
In 2007 kwam Chaka Khan na een lange stilte terug met een nieuw album getiteld Funk This. Naast covers als Sign o' the Times van Prince en Castles Made of Sand van Jimi Hendrix, nam ze voor het album ook een duet op met Mary J. Blige: Disrespectful.
Op 9 januari 2008 maakte zij haar Broadway-debuut; ze was te zien als Sofia in de musical The Color Purple.
In 2010 ontving Chaka Khan de Edison Jazz Oeuvreprijs 2010 in het Muziekgebouw Frits Philips Eindhoven. In 2011 kreeg ze een ster op de Hollywood Walk of Fame.
In 2016 trad ze op tijdens Night of the Proms in Rotterdam.
In 2017 was ze gastzangeres op een cd van de Nederlandse muzikant Stephen Emmer.
In 2018 bracht Chaka Khan de single Like Sugar So Sweet uit en nam ze met producer Mark Ronson Keep Reachin' op voor een documentaire over Quincy Jones. Ook kwam ze tweemaal naar Nederland voor concerten op het North Sea Jazz Festival en het Let's Dance-evenement van Humberto Tan.
Op 15 februari 2019 verscheen het nieuwe album Hello Happiness, dat slechts zeven nummers telt en nog geen half uur duurt. Het album is volgens muziekmagazine Maxazine echter verre van haar beste werk.

## Discografie

### Albums
| Album met eventuele hitnotering(en) in de Nederlandse Album Top 100 | Datum van verschijnen | Datum van binnenkomst | Hoogste positie | Aantal weken | Opmerkingen   |
| ------------------------------------------------------------------- | --------------------- | --------------------- | --------------- | ------------ | ------------- |
| Chaka                                                               | 12-10-1978            | -                     |                 |              |               |
| Naughty                                                             | 26-03-1980            | -                     |                 |              |               |
| What cha' gonna do for me?                                          | 15-04-1981            | -                     |                 |              |               |
| Echoes of an era                                                    | 14-01-1982            | -                     |                 |              |               |
| Chaka Khan                                                          | 17-11-1982            | -                     |                 |              |               |
| I feel for you                                                      | 01-10-1984            | 20-10-1984            | 18              | 21           |               |
| Destiny                                                             | 14-06-1986            | 16-08-1986            | 38              | 6            |               |
| C.K.                                                                | 22-11-1988            | 03-12-1988            | 51              | 8            |               |
| Life is a dance - The remix project                                 | 15-06-1989            | 03-06-1989            | 32              | 14           | Verzamelalbum |
| The woman I am                                                      | 14-04-1992            | -                     |                 |              |               |
| Epiphany: The best of Chaka Khan, Vol. 1                            | 12-11-1996            | -                     |                 |              | Verzamelalbum |
| Come 2 my house                                                     | 21-07-1998            | -                     |                 |              |               |
| Dance classics of Chaka Khan                                        | 16-03-1999            | -                     |                 |              | Verzamelalbum |
| I'm every woman: The best of Chaka Khan                             | 14-09-1999            | -                     |                 |              | Verzamelalbum |
| ClassiKhan                                                          | 05-10-2004            | -                     |                 |              |               |
| The platinum collection                                             | 26-06-2006            | -                     |                 |              | Verzamelalbum |
| Funk this                                                           | 25-09-2007            | -                     |                 |              |               |
| S.O.U.L.                                                            | 22-02-2011            | -                     |                 |              | Livealbum     |
| Hello Happiness                                                     | 15-02-2019            | -                     |                 |              |               |

### Singles
| Single met eventuele hitnotering(en) in de Nederlandse Top 40 | Datum van verschijnen | Datum van binnenkomst | Hoogste positie | Aantal weken | Opmerkingen                                                                                  |
| ------------------------------------------------------------- | --------------------- | --------------------- | --------------- | ------------ | -------------------------------------------------------------------------------------------- |
| Tell me something good                                        | 1974                  | 28-09-1974            | tip24           | -            | met Rufus                                                                                    |
| Once You Get Started                                          | 1975                  | 03-05-1975            | 26              | 3            | met Rufus / #20 in de Nationale Hitparade                                                    |
| Stuff like that                                               | 1978                  | 05-08-1978            | 26              | 5            | met Ashford & Simpson & Quincy Jones / #24 in de Nationale Hitparade / #31 in de TROS Top 50 |
| I'm every woman                                               | 1978                  | 06-01-1979            | 19              | 8            | #15 in de Nationale Hitparade / #14 in de TROS Top 50                                        |
| Ain't Nobody                                                  | 1984                  | 02-06-1984            | 29              | 4            | met Rufus / #36 in de Nationale Hitparade / #30 in de TROS Top 50                            |
| I feel for you                                                | 1984                  | 29-09-1984            | 7               | 14           | #12 in de Nationale Hitparade / #7 in de TROS Top 50                                         |
| This is my night                                              | 1985                  | 09-02-1985            | 23              | 6            | #20 in de Nationale Hitparade / #34 in de TROS Top 50                                        |
| Eye to eye                                                    | 1985                  | 15-06-1985            | tip4            | -            | #43 in de Nationale Hitparade / #39 in de TROS Top 50                                        |
| Love of a lifetime                                            | 1986                  | 02-08-1986            | tip4            | -            | #34 in de Nationale Hitparade                                                                |
| The spirit of love                                            | 1989                  | 22-04-1989            | tip20           | -            | met Average White Band & Ronnie Lane / #53 in de Nationale Hitparade Top 100                 |
| I'm every woman (Remix)                                       | 1989                  | 27-05-1989            | 9               | 7            | #9 in de Nationale Hitparade Top 100 / TROS Paradeplaat Radio 3                              |
| I'll be good to you                                           | 1989                  | 23-12-1989            | tip2            | -            | met Quincy Jones & Ray Charles / #38 in de Nationale Top 100                                 |
| All good?                                                     | 2000                  | -                     |                 |              | met De La Soul / #76 in de Mega Top 100                                                      |

| Single met hitnotering(en) in de Vlaamse Ultratop 50 | Datum van verschijnen | Datum van binnenkomst | Hoogste positie | Aantal weken | Opmerkingen                                                  |
| ---------------------------------------------------- | --------------------- | --------------------- | --------------- | ------------ | ------------------------------------------------------------ |
| Once you get started                                 | 1975                  | -                     |                 |              | met Rufus / Nr. 30 in de Radio 2 Top 30                      |
| I'm every woman                                      | 1979                  | -                     |                 |              | Nr. 17 in de Radio 2 Top 30                                  |
| I feel for you                                       | 1984                  | -                     |                 |              | Nr. 8 in de Radio 2 Top 30                                   |
| This is my night                                     | 1985                  | -                     |                 |              | Nr. 9 in de Radio 2 Top 30                                   |
| I'll be good to you                                  | 1989                  | -                     |                 |              | met Quincy Jones & Ray Charles / Nr. 25 in de Radio 2 Top 30 |
| All good?                                            | 2000                  | 11-11-2000            | tip3            | -            | met De La Soul                                               |
| Gotta get over                                       | 2013                  | 04-05-2013            | tip94*          |              | met Eric Clapton                                             |

### NPO Radio 2 Top 2000
| Nummers met noteringen in de NPO Radio 2 Top 2000 | '99 | '00  | '01  | '02  | '03  | '04  | '05  | '06  | '07  | '08  | '09  | '10  | '11  | '12  | '13  | '14  | '15  | '16  | '17  | '18  | '19  | '20  | '21  |
| ------------------------------------------------- | --- | ---- | ---- | ---- | ---- | ---- | ---- | ---- | ---- | ---- | ---- | ---- | ---- | ---- | ---- | ---- | ---- | ---- | ---- | ---- | ---- | ---- | ---- |
| Ain't Nobody (met Rufus)                          | 712 | -    | 1199 | 806  | 1132 | 1211 | 1439 | 1504 | 1231 | 1287 | 1630 | 1444 | 1433 | 1612 | 1671 | 1606 | 1569 | -    | -    | 1823 | 1822 | 1506 | 1751 |
| I'm Every Woman                                   | 866 | 1107 | 1079 | 1143 | 1773 | 1311 | 1505 | 1853 | 1749 | 1607 | 2000 | 1304 | 1680 | 1738 | 1832 | 1937 | -    | 1924 | 2000 | 1632 | -    | -    | -    |

1. ↑  Een '-' betekent dat het nummer niet was genoteerd en een vetgedrukt getal geeft de hoogste notering van een nummer aan.
2. ↑  Deze tabel is bijgewerkt tot en met de laatste editie (2024).

- Biblioteca Nacional de España: XX1572097
- Bibliothèque nationale de France: cb138923453 (data)
- CiNii: DA18959310
- Gemeinsame Normdatei: 128959029
- International Standard Name Identifier: 0000 0000 8012 8522
- Library of Congress Control Number: n83187912
- MusicBrainz: 900e9144-019d-4043-86cb-ec0e127c39d0
- Nationale Bibliotheek van Tsjechië: xx0113904
- Nationale Bibliotheek van Israël: 987007406739105171
- Nationale Bibliotheek van Polen: a0000002097642
- Nederlandse Thesaurus van Auteursnamen: 070760276
- Système universitaire de documentation: 086913395
- Virtual International Authority File: 120118075
- WorldCat: E39PBJjd8TTQYxqFdM3w7yqfbd